# Özlem Başyurt
Özlem Başyurt (* 20. September 1971 in Giresun) ist eine ehemalige türkische Fußball- und Basketballspielerin. Die Sportlehrerin spielte für kurze Zeit Basketball und arbeitete als Basketballtrainerin.

## Frühes Leben und Karriere
Özlem Başyurt absolvierte die Sekundarschule in ihrer Heimatstadt. Nach ihrem Abschluss an der Çankaya İMKB-Berufsschule für Hotelmanagement und Tourismus studierte sie Sport an der Ankara Gazi Universität.

## Fußball
Am 28. März 1994 erhielt sie ihre Lizenz vom Verein Osmanlıspor aus Ankara. Nachdem sie in der Saison 1994/95 gespielt hatte, wechselte sie zu dem neu gegründeten Verein Gürtaşspor.
Başyurt wurde in die  türkischen Frauen-Fußballnationalmannschaft aufgenommen und spielte am 24. August 1996 in der Qualifikation für die UEFA-Frauen-Europameisterschaft 1997 in der Gruppe 8 gegen die Ukraine. Sie wurde kurz vor Schluss für İlknur İdin eingewechselt; das Spiel verloren die Türkinnen mit 0:3.

## Basketball
Başyurt spielte in der Saison 2006–07 Basketball für Çevre Orman SK. Im Jahr 2014 erhielt sie ein Basketball-Trainer-Zertifikat in der Kategorie D. Sie trainierte in der Saison 2016–17 das Team Sortie in Büyükçekmece, Istanbul.